# 比留間俊哉
比留間俊哉（日语：／ Hiruma Shunya，8月28日—）是日本男聲優，隸屬於81 Produce。

## 經歷
81ACTOR'S STUDIO的畢業生、特待生。

## 人物
- 愛好·特長：野球、PC·吉他、歌[1]。
- 養成所時代的同期有中島良樹和小林大紀。
- 2021年8月20日，所屬事務所發表確診為新型冠狀病毒陽性 （页面存档备份，存于）。

## 出演作品
- 主要角色以粗體顯示。

### 電視動畫
2011年
- 星光少女 極光之夢（客）

2012年
- 超魔人（流浪者、記者）
- 軍火女王（士兵、觀光客、護衛）
- 軍火女王 PERFECT ORDER（士兵）
- 最強會長黑神（柔道部員）

2013年
- C3魔方少女（客）

2015年
- 見習神明：秘密的COCOTAMA漫才師

2016年
- DAYS（甲斐貴文）
- 羈絆者（學生）
- HUNDRED百武裝戰記（學生）

2017年
- EVIL OR LIVE
- 狐妖小紅娘

2018年
- 賽馬娘 Pretty Derby（電車內廣播）
- 3D女友 REAL GIRL（町田）
- 天空與海洋之間（管制官）
- POP TEAM EPIC（記錄員）

2019年
- 偶像夢幻祭（真白友也）
- 輝夜大小姐想讓我告白～天才們的戀愛頭腦戰～（棒球部員C）
- 狂賭之淵××（學生）

2020年
- 池袋西口公園（內海成行）

2024年
- THE NEW GATE（ヴィルヘルム・エイビス[3]）

### 劇場版動畫
2019年
- 劇場版 幼女戰記（士兵）

### 遊戲
2015年
- 偶像夢幻祭（真白友也）

2018年
- 超迴轉 壽司強食者 壽司道之路

2020年
- 偶像大師 SideM（九十九一希）(接替德武龍也)

2021年
- 偶像大師 POPLINKS（九十九一希）
- 偶像大師 SideM GROWING STARS（九十九一希）

2022年
- 夢職人與無法忘懷的黑妖精（フィデル）

## 外部連結
- 比留間俊哉的X（前Twitter）
- 比留間俊哉のプロフィール・画像・写真 - WEBザテレビジョン （页面存档备份，存于）
- 比留間 俊哉｜声優名鑑 - 声優グランプリweb （页面存档备份，存于）
- 比留間俊哉 - Oricon
- 比留間俊哉 - allcinema

1. 1 2  . ザテレビジョン. KADOKAWA.   [2020-02-23]. （原始内容存档于2019-08-11）.
2. ↑  . ★81ACTOR'S STUDIO BLOG★. サイバーエージェント. 2013-10-18  [2020-02-23].[]
3. ↑  . MANTANWEB. 2024-02-22  [2024-02-22]. （原始内容存档于2024-02-23） （日语）.